# Audiometria wysokoczęstotliwościowa
Audiometria wysokoczęstotliwościowa - to audiometria wysokich częstotliwości, czyli badanie polegające na ustaleniu progu słyszenia przy podaniu wysokich częstotliwości: od 8000Hz do 20 000Hz, w odróżnieniu od zwykłego wyznaczania progu, wyznaczanego dla: 250Hz-8000Hz; jest to badanie kliniczne wymagające dysponowania audiometrem o poszerzonej skali częstotliwości; badanie to wykorzystuje się do wykrywania wczesnych ubytków spowodowanych ekspozycją na hałas, lub z powodu starzenia się narządu słuchu, gdyż ubytek w wysokich częstotliwościach jest pierwszym objawem tych dolegliwości.